# Zosterops splendidus
El anteojitos espléndido (Zosterops splendidus) es una especie de ave paseriforme de la familia Zosteropidae endémica de las islas Salomón.

## Distribución geográfica y hábitat
Se encuentra solo en la isla de Ranongga, en el oeste de las islas Nueva Georgia, en el archipiélago de las islas Salomón. Su hábitat natural son los bosques tropicales húmedos.

## Estado de conservación
Se encuentra amenazada por la pérdida de su hábitat natural.